# XII. Armeekorps (Wehrmacht)
Das XII. Armeekorps war ein militärischer Großverband der deutschen Wehrmacht, der zu Beginn des Zweiten Weltkrieges in der Pfalz und beim Westfeldzug eingesetzt wurde. Ab 1941 stand das Generalkommando bis zu seiner Vernichtung im Juli 1944 am Mittelabschnitt der Ostfront.

## Geschichte

### Aufstellung
Das XII. Armeekorps wurde im Oktober 1936 im Wehrkreis XII in Wiesbaden aufgestellt und wurde vor Kriegsausbruch Ende August 1939 mobilisiert.

### 1939/40
Zu Kriegsbeginn 1939 lag das Generalkommando XII. im Westen im Bereich der 1. Armee. Während des Sitzkrieges an der Saar waren dem Korps die 34., 75., 79. und 214. Infanterie-Division unterstellt. Während des ersten Teils des Westfeldzugs blieb das Kommando mit der 60., 75., 252. und 258. Infanterie-Division im Raum Saarbrücken vor der Maginot-Linie zunächst defensiv. In der zweiten Angriffsphase brachen die Truppen (75., 198. und 268. Infanterie-Division) zwischen 15. und 19. Juni zusammen mit dem XXX. Armeekorps bis zur Mosel im Raum östlich von Nancy durch. Im September 1940 verlegte das XII. Armeekorps nach Polen (Raum Drohiczyn am westlichen Bug) und wurde der 4. Armee unterstellt; dem Kommando wurden die 23. und 31. Infanterie-Division unterstellt.

### 1941
Zu Beginn der Operation Barbarossa wurde das Generalkommando unter General der Infanterie Schroth im Rahmen der Panzergruppe 2 (Generaloberst Guderian) zwischen dem XXXXVII. mot. Armeekorps (links) und dem XXIV. mot. Armeekorps (rechts) am 22. Juni 1941 gegen die Festung Brest-Litowsk angesetzt. Die in der Mitte führende 45. Infanterie-Division (General Schlieper) ging gegen die Festung vor, links und rechts folgten die 31. und 34. Infanterie-Division dem Vorstoß der Panzergruppe 2. Die Stadt Brest wurde am ersten Angriffstag genommen, die schweren Kämpfe um die Zitadelle und am Bahnhof hielten aber noch bis zur Kapitulation am 29. Juni an. Das XII. A. K. hatte im Kampf mit dem sowjetischen 27. Schützenkorps (Generalleutnant W. S. Popow) den Vormarsch mit der 31. und 34. Division über Rozano in Richtung auf Slonim aufgenommen, um die sich bildende Kesselfront südlich von Wolkowysk zu verstärken. Mitte Juli wurde das Generalkommando bei Nowy Bychow über den Dnjepr nachgezogen, um die 2. Armee im Raum Gomel zu verstärken. Ende August in den Raum Roslawl umgruppiert und der 4. Armee unterstellt, waren dem Kommando neben der 31. und 34. auch die 167. Infanterie-Division zugeteilt worden. Es gelang während der Roslawl-Nowosybkower Operation den Angriff der sowjetischen 13. und 50. Armee am rechten Flügel bei Potschep abzufangen und die dortige Desna-Front zu stabilisieren. Am 2. Oktober erfolgte für die Operation Taifun im Abschnitt der Panzergruppe 4 der Durchbruch der sowjetischen Front in Richtung auf Spas-Demensk. Nach Beteiligung an der Ausräumung des Kessels von Wjasma erfolgte bis Anfang Dezember der Vorstoß über Malojaroslawez in Richtung auf Serpuchow, wo die sowjetische 43. Armee (General Golubjew) Halt gebot. Infolge der sowjetischen Gegenoffensive vor Moskau musste der Rückzug über die Ugra in den Raum westlich von Juchnow angetreten werden, wo ein jahrelanger Stellungskrieg einsetzte.

### 1942/43
Für das Generalkommando XII folgte ein jahrelanger Stellungskrieg im Rahmen der 4. Armee. Im Frühjahr 1942 waren dem Korps, das sich im Raum Wjasma zwischen dem XX. (links) und XIII. Armeekorps (rechts) etablierte, Teile der 17., 52., 98., Teile der 263. und der 268. Infanterie-Division unterstellt. Im zweiten Halbjahr waren dem Generalkommando unter der Führung des Generals der Infanterie Graeßner die 260. und 268. Infanterie-Division zugeteilt. Infolge der Büffelbewegung (Rückzug aus dem Frontbogen von Rschew) wurde das Korps nördlich von Spas-Demensk hinter die Ugra zurückgenommen. Anfang April 1943 waren dem XII. Armeekorps (jetzt General der Infanterie von Tippelskirch) die 98., 183., 260. und 268. Infanterie-Division zugeteilt. Nach der sowjetischen Gegenoffensive
im Raum Orel musste der Rückzug an die Desna angetreten werden. Die Truppen der sowjetischen Westfront durchbrachen in der Operation Suworow ab dem 15. September die deutsche Verteidigungslinie. Am 23. September wurde Smolensk durch das 72. Schützenkorps (Generalmajor Prokofjew) der 31. Armee und am 25. Roslawl durch die sowjetische 10. Armee befreit. Im Dezember 1943 waren dem jetzt an der Bassja im Raum Tschaussy stehenden Generalkommando die 35., 131. und 342. Infanterie-Division unterstellt.

### 1944
Am 22. Juni 1944 leitete die Stawka die Operation Bagration ein. Der Hauptangriff der 2. Weißrussischen Front erfolgte am 23. Juni, das am rechten Flügel der 4. Armee stehende XII. Korps hatte im Raum Bychow die 57. und 267. Infanterie-Division unterstellt. Die sowjetische 49. Armee drang bis zum 26. Juni durch die Front des XXXIX. Panzerkorps über den Dnjepr in Richtung auf Mogilew vor, die 50. Armee (General Boldin) zwang gleichzeitig das XII. Korps zum Abbauen. Die sowjetischen Truppen schlossen die 12. Infanterie-Division am 27. Juni in Mogilew ein. Am 30. Juni bildete General der Infanterie von Tippelskirch aus einem Großteil der zurückflutenden Truppen seiner Armee die „Gruppe Müller“. Bis zum 3. Juli als die 4. Armee vollständig von der Roten Armee eingeschlossen, verlief der Rückzug noch planmäßig. Es gelang trotz schwerer Kämpfe mit Partisanen, etwa der Hälfte der Soldaten, über den Drut und die Beresina auf Tscherwen zurückzuziehen. Dann kam die Vorhut, die einen Weg nach Westen bahnen sollte, immer schwerer voran.
Am 3. Juli vereinigten sich die „Kampfgruppe Müller“ und das ebenfalls abgeschnittene XXVII. Armeekorps (General der Infanterie Völckers) im Raum östlich von Minsk. Am 6. Juli blockierten die sowjetische 49. und 33. Armee die Rückzugsstraße Beresino-Minsk und schnitten die an der Spitze der abgeschnittenen Teile der deutschen 4. Armee stehende 110. Infanterie-Division vom Rest des Verbandes ab. Die 57. Infanterie-Division unter Generalleutnant Trowitz versuchte vergeblich bei Michanowitschi durchzubrechen, scheiterte aber an der sowjetischen Gegenwehr. Am Morgen des 8. Juli ließ sich General Müller gefangen nehmen. Die Reste des XII. Armeekorps wurde Anfang Juli 1944 im Kessel östlich von Minsk vernichtet und am 20. Juli 1944 offiziell aufgelöst. Die Reste wurden zur Aufstellung des Oberkommandos der 6. Panzerarmee verwendet.

### 1945
Im April 1945 wurde mit der Aufstellung im November 1944 ein neu aufgestelltes XII. Armeekorps aktiviert, es war das stellvertretende Generalkommando XII, das bei den Endkämpfen am Mittelrhein und zuletzt in Thüringen eingesetzt war. Dessen Kommandeur war General der Artillerie Herbert Osterkamp, als Chef des Generalstabes fungierte Generalleutnant Ernst-Felix Faeckenstedt.

## Führung
Kommandierende Generale
- General der Infanterie Walter Schroth, 4. Februar 1938 bis 9. April 1940
- Generaloberst Gotthard Heinrici, 9. April bis 17. Juni 1940
- General der Infanterie Walter Schroth, 17. Juni 1940 bis 19. Februar 1942
- General der Infanterie Walther Graeßner, 19. Februar 1942 bis 18. Februar 1943
- General der Infanterie Kurt von Tippelskirch, 18. Februar 1943 bis 4. Juni 1944
- Generalleutnant Vincenz Müller, 4. Juni bis 5. Juli 1944 (nach Gefangennahme Mitglied des Nationalkomitee Freies Deutschland)[2]

Chefs des Generalstabes
- Generalmajor Hans-Heinrich Sixt von Armin, 1. Oktober 1936 bis 10. November 1938
- Generalmajor Friedrich Mieth, 10. November 1938 bis 26. August 1939
- Oberst Maximilian Grimmeiß, 26. August bis 10. September 1939
- Oberst Hans-Joachim von Horn, 10. September 1939 bis 1. Juni 1940
- Oberstleutnant Ferdinand Jodl, 1. Juni bis 25. Oktober 1940
- Oberstleutnant Siegfried von Waldenburg, 25. Oktober 1940 bis 3. März 1942
- Oberst Kurt Lottner, 3. bis 13. März 1942
- Oberst Fritz Ulrich, 14. März bis 10. Dezember 1942
- Oberst Herbert Köstlin, 10. Dezember 1942 bis 17. August 1943
- Oberst Paul Reichelt, 18. August bis 14. Dezember 1943
- Oberst Wilhelm Deyhle, 14. Dezember 1943 bis Juni 1944

Erster Generalstabsoffizier (Ia) (Auswahl)
- Oberstleutnant Hans-Joachim von Horn, ab 1. Oktober 1936
- Major/Oberstleutnant Ferdinand Jodl, von August 1938 bis Juni 1940, anschließend Chef des Generalstabs
- Walther von Uckermann: 1941/1942